# Carbonária Portuguesa

Símbolo utilizado pela Venda Jovem-Portugal, o órgão supremo da Carbonária Portuguesa

A Carbonária Portuguesa era uma organização secreta, sem ligações formais à Maçonaria Portuguesa ou outras Obediências Maçónicas, embora esta organização se tenha utilizado das estruturas do então Grande Oriente Lusitano Unido para alojar os seus órgãos superiores, tendo colaborado oficialmente com esta Obediência para a implantação da República em 5 de Outubro de 1910. Por causa dessa ocorrência e esgotado o seu objectivo principal, desaparece.

## A Fundação e reorganização
Fundada entre finais de 1898 e seguramente antes de 1900 é Luz de Almeida quem nos dá uma perspectiva de como as coisas se passaram, assim as quatro  Lojas que pertenciam à Maçonaria Académica, a saber, "Independência", "Justiça", "Pátria" e "Futuro", passaram a Choças sendo os seus membros divididos em grupos de vinte, cada um desses grupos, ou Choças adoptou um título da sua escolha.
Neste processo criaram-se vinte Choças sendo que cada um dos grupos elegeu o seu Presidente, e cada um destes formava com os restantes uma Alta-Venda provisória, que era uma espécie de "parlamento carbonário" que na inauguração dos seus trabalhos elegeu um "Bom Primo" a quem conferiu plenos poderes para que secretamente escolhesse entre os membros daquela entidade, quatro outros "Bons Primos" que conjuntamente com este formariam a "Suprema Alta-Venda".
Numa das primeiras sessões da "Alta-Venda provisória", realizada num primeiro andar desabitado posto à disposição pelo republicano Silva Fernandes, foi apresentada a proposta para serem admitidos elementos populares na Carbonária Portuguesa, embora sendo a aprovada a proposta há um setor que se opõe militantemente a esta e que defendiam a vinculação exclusiva da organização a académicos, liderados por José Maria Furtado de Mendonça abandonam a organização.
Os primeiros populares iniciados foram-no na sede provisória da Carbonária Portuguesa, sendo quase todos operários, foram distribuídos pelas Choças que tinham ficado incompletas com a saída de bastantes académicos, sendo que a primeira Choça composta exclusivamente por operários foi registada com o nome de "República".
Dá-se um rápido crescimento destas e de outras Choças, sendo que depois da primeira apareceram muitas mais das quais destaco, a "Amigos da Verdade" (da qual era presidente António Francisco Gonçalves), a "Sentinela dos Bosques" (liderada por Ferreira Manso), a "Defensores da Pátria" (presidida por Silva Dinis), a "Progresso" (dirigida por Carlos Pinto Furtado da Luz) e "Termidor" (encabeçada por Vicente de Almeida Freire).
Durante este processo de crescimento a "Alta-Venda provisória" foi dissolvida tal como a "Suprema Alta-Venda" sendo que os membros desta ultima passaram para uma nova Alta-Venda que ficou a ser o corpo  dirigente da Carbonária Portuguesa, a este pertenciam Luz de Almeida, como Presidente, José Maria Cordeiro, Ivo Salgueiro, José Soares e Silva Fernandes (que era o único não académico).

## Organização, Graus e Simbolismo
Segundo o seu ritual de iniciação publicado pelo ABC: É terminantemente proibido pertencer a qualquer outra organização política de carácter mais ou menos secreto, salvo à Maçonaria; citar nomes de consócios, indicar casas onde se efectivam as reuniões ou as iniciações e a maneira como estas são feitas; ensinar as palavras da Ordem e divulgar a estranhos e aos próprios filiados o que se passa na Associação. É igualmente proibido dar-se a conhecer - sem motivo de força maior - a qualquer membro da Carbonária.  A pena prevista para o iniciado que não cumpria estes preceitos era o afastamento e em casos graves a morte.
Há quatro graus na Carbonária que são respectivamente Rachador, Aspirante, Mestre e Mestre Sublime. Os filiados tratam-se por Primos e tratam-se por tu nas sessões, havendo entre eles sinais de reconhecimento e palavras especiais.
Compõe-se a associação das diferentes secções que tinham as seguintes denominações:
- Vedetas, um ou dois carbonários em pequenas terras de província, aldeias e lugares onde se torna impossível constituir núcleos;
- Canteiros, núcleos que eram compostos por cinco Bons Primos, os Rachadores que se conheciam a todos, não conhecendo os membros da Carbonária Portuguesa mais do que estes cinco homens como membros da organização (pois nos outros órgãos apresentavam-se sempre todos de capuz tendencialmente negro ou com a cara mascarrada de carvão), o que tornava assim difícil a descoberta dos chefes, os quais todavia conheciam os seus homens;
- Choças que eram compostas normalmente por cerca vinte Bons Primos, tinham três graus, Rachadores e Carvoeiros e eram presididos por um carbonário decorado com o grau terceiro de Mestre, sendo o seu chefe designado como Mestre da Choça Esta agregava, coordenava e governava assim os Canteiros representadas por todos os seus Bons Primos e era assim a base da organização sendo que nesta estrutura é que se efectuavam as iniciações e recepções dos seus membros;
- Barracas que eram constituídas idealmente por cinco Mestres que presidiam às Choças e que nesta tinham o nome de Mestre de Barraca. Esta agregava, coordenava e governava assim as cinco Choças, representadas pelos Mestres de Choça, tendo sob as suas ordens cerca de cem Bons Primos. O seu chefe era o Mestre da Venda;
- Vendas eram compostas idealmente por cinco Mestres que presidiam às Barracas e que nesta tinham o nome de Mestre de Venda. Esta agregava, coordenava e governava assim as cinco Barracas, representadas pelos Mestres da Barraca, tendo sob as suas ordens cerca de quinhentos Bons Primos. O seu Chefe era o Mestre da Venda e poderia ou não pertencer à Venda Jovem-Portugal;
- Conselho Florestal órgão provisório que se reunia ocasionalmente e foi em determinados períodos um órgão importante e de legitimação de várias reformas internas desta organização;
- Venda Jovem-Portugal é uma secção tradicional onde se concentrou durante anos a acção secreta e se manteve o prestígio e bom nome da Carbonária Portuguesa. Era perfeitamente invisível e os seus membros não se conheciam uns aos outros. Era o órgão supremo da Carbonária Portuguesa, que se reunia quando era preciso tomar decisões importantes como alterações e reformas na estrutura interna, eleger ou exonerar o seu Grão-Mestre e depor a Alta-Venda ou tomar linhas de acção e de rumo importantes no respeitante à acção revolucionária. O seu Presidente honorário era o Grão-Mestre que era o único dos seus membros que comunicava com a Alta-Venda e que assistia a todas as sessões deste órgão;
- Tribunal Secreto órgão jurisdicional da organização;
- Alta-Venda era composta pelo Grão-Mestre eleito na Venda Jovem-Portugal e mais quatro Bons Primos nomeados e escolhidos por este de entre os membros da Carbonária Portuguesa. Os nomes eram secretos até para a Venda Jovem-Portugal sendo um órgão com membros invisíveis até para estes. Este era o órgão de gestão da Carbonária Portuguesa e o seu pólo dinamizador principal.

Para além da estrutura cívil acima descrita, havia em paralelo uma outra organização dentro dos militares, essa ramificação teria uma estrutura similar em termos da organização acima descrita mas os seus membros eram iniciados de uma maneira especial, provavelmente mais simples.

Alguns dos símbolos utilizados pela Carbonária Portuguesa presentes na credencial de Cândido dos Reis como inspetor da Carbonária.

O simbolismo da Carbonária Portuguesa, era vasto, dos mais importantes símbolos destacamos:
- Estrela de Cinco Pontas, que encima o Globo Terrestre, representa a figura máscula dum Bom Primo, de pé, com as pernas afastadas, os braços abertos e a cabeça erguida, como que a dizer: Pronto sempre para a luta contra todas as tiranias!;
- Os três pontinhos, dispostos em forma triangular com o vértice na parte inferior,  '.' .

## Ocaso
Depois da implantação da República em 5 de Outubro de 1910 ainda teve um papel importante na mobilização contra as incursões monárquicas de 1911 e 1912, até que com a luta dos partidos políticos, que deu a divisão e fragmentação do antigo Partido Republicano, sobrevinda ao advento do novo regime político nacional, tornou inevitável a extinção desta, tendo depois, até 1926, resultado infrutíferas todas as tentativas feitas para o seu ressurgimento, continuaram, certamente, a existir grupos de cariz carbonário, mas a velha carbonária, unitária, essa desapareceu para sempre dentro do âmbito de actuação que a conhecemos, em boa verdade, o seu objectivo fundamental tinha sido alcançado na implantação da República.